# Kopfnote
Kopfnoten nennt man die Schulnoten, die etwas anderes als die Leistung in den einzelnen Fächern bewerten. Dazu gehören unter anderem Mitarbeit und soziales Verhalten. Die Kopfnoten werden im Allgemeinen vom jeweiligen Klassenlehrer auf Basis der Einschätzungen der Fachlehrer erstellt oder aber in der Zeugniskonferenz beschlossen. Sie sind üblicherweise nicht relevant für die Versetzung. Der Begriff Kopfnote leitet sich aus der Tatsache ab, dass diese Noten oberhalb der restlichen Noten, also im Zeugniskopf, zu finden sind oder waren. In Österreich heißt diese Note, von der es nur eine gibt, Betragensnote.

## Situation in Deutschland

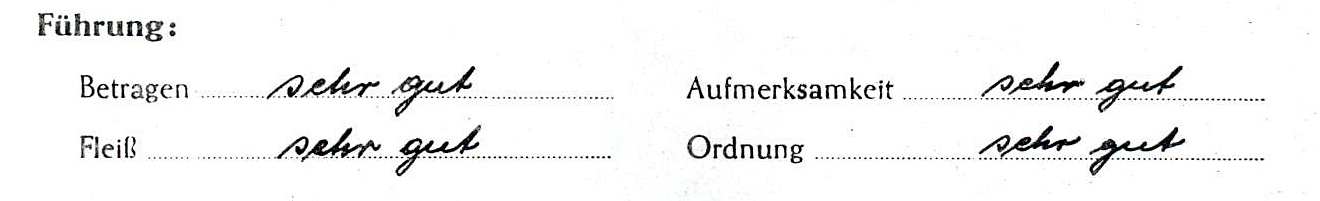
Zeugniskopfnoten in Hessen (1960er Jahre)

In der Bundesrepublik wurden die Kopfnoten in den 1960er und 1970er Jahren in einigen Bundesländern abgeschafft. Lediglich in Baden-Württemberg, im Saarland und in Rheinland-Pfalz blieben Kopfnoten in Verhalten und Mitarbeit stets erhalten. In Hessen und Niedersachsen gibt es die Kopfnoten „Arbeitsverhalten“ und „Sozialverhalten“, die von der 3. Klasse bis zum Ende der Sekundarstufe I (im G8-Modell: Jahrgang 10 einschließlich) vergeben werden. Auch für die Abstufungen gibt es keine einheitliche Regelung. Während beispielsweise in Rheinland-Pfalz nur vier Noten vergeben werden können (sehr gut, gut, befriedigend, unbefriedigend), sind in Hessen entsprechend den Fachnoten alle Noten von sehr gut bis ungenügend möglich, in Niedersachsen gibt es dagegen statt Noten fünf unterschiedliche schriftliche Bemerkungen.
Inzwischen wurden die Kopfnoten in einigen Ländern wieder eingeführt. Zum Schuljahr 2005/2006 wurden in Bayern in der dritten und vierten Klasse der Grundschule wieder Kopfnoten vergeben. Auch Mecklenburg-Vorpommern vergibt Kopfnoten. In Nordrhein-Westfalen wurden sie 2010 nach der Einführung im Jahr 2007 jedoch bereits wieder abgeschafft.

### DDR
Im Schulsystem der DDR unterschied man vier Kopfnoten: Ordnung, Mitarbeit, Fleiß und Betragen. Bis etwa 1978 wurden diese zu einer fünften Note Gesamtverhalten zusammengefasst.

### Sachsen
Nach der Wende 1989 wurden die Kopfnoten größtenteils abgeschafft. In Sachsen werden
1. Betragen (Aufmerksamkeit, Hilfsbereitschaft, Zivilcourage und angemessenen Umgang mit Konflikten, Rücksichtnahme, Toleranz und Gemeinsinn sowie Selbsteinschätzung),
2. Fleiß (Lernbereitschaft, Zielstrebigkeit, Ausdauer und Regelmäßigkeit beim Erfüllen von Aufgaben),
3. Mitarbeit (Initiative, Kooperationsbereitschaft und Teamfähigkeit, Beteiligung am Unterricht, Selbstständigkeit, Kreativität sowie Verantwortungsbereitschaft) und
4. Ordnung (Sorgfalt, Pünktlichkeit, Zuverlässigkeit, Einhalten von Regeln und Absprachen sowie Bereithalten notwendiger Unterrichtsmaterialien),

als
1. sehr gut (1) in der Bedeutung „vorbildlich ausgeprägt“,
2. gut (2) in der Bedeutung „stark ausgeprägt“,
3. befriedigend (3) in der Bedeutung „durchschnittlich ausgeprägt“,
4. ausreichend (4) in der Bedeutung „schwach ausgeprägt“,
5. mangelhaft (5) in der Bedeutung „unzureichend ausgeprägt“

benotet (§ 23 Abs. 7 und 8 der Schulordnung Ober- und Abendoberschulen). Auch nach einer Schulreform ab Sommer 2024 sollen die Kopfnoten in Sachsen erhalten bleiben.

### Brandenburg
In Brandenburg werden in der Grundschule ab der dritten Klasse das Arbeitsverhalten
1. Arbeits- und Sozialverhalten,
2. Lern- und Leistungsbereitschaft,
3. Zuverlässigkeit und Sorgfalt,
4. Ausdauer und Belastbarkeit sowie
5. Selbständigkeit

und das Sozialverhalten
1. Verantwortungsbereitschaft,
2. Kooperation- und Teamfähigkeit sowie
3. Konfliktfähigkeit und Toleranz

jeweils als hervorragend ausgeprägt (1), deutlich ausgeprägt (2), teilweise ausgeprägt (3) oder wenig ausgeprägt (4) benotet.

### Niedersachsen
In Niedersachsen wird das Arbeitsverhalten und das Sozialverhalten mit je einer Bemerkung bewertet.
Die Bewertung erfolgt nicht mit einer Note, sondern mit einer schriftlichen Bemerkung in fünf Stufen:
- „verdient besondere Anerkennung“,
- „entspricht den Erwartungen in vollem Umfang“,
- „entspricht den Erwartungen“,
- „entspricht den Erwartungen mit Einschränkungen“,
- „entspricht nicht den Erwartungen“.

Diese Bemerkungen dürfen durch individuelle Bemerkungen ergänzt oder ersetzt werden. Bei den letzten beiden Abstufungen sind Ergänzungen jedoch zwingend notwendig.
In die Bewertung des Arbeitsverhaltens fließen ein: Leistungsbereitschaft und Mitarbeit, Ziel- und Ergebnisorientierung, Kooperationsfähigkeit, Selbstständigkeit, Sorgfalt und Ausdauer sowie Verlässlichkeit.
Die Bewertung des Sozialverhaltens bezieht sich vor allem auf Reflexionsfähigkeit, Konfliktfähigkeit, Vereinbaren und Einhalten von Regeln, Fairness, Hilfsbereitschaft und Achtung anderer, Übernahme von Verantwortung sowie Mitgestaltung des Gemeinschaftslebens.
Die Bewertung erfolgt durch die Zeugniskonferenz auf Vorschlag des Klassenlehrers, in welcher alle Lehrkräfte des Schülers, nicht aber die Konferenzvertreter aus der Schüler- und Elternschaft Stimmrecht haben.
Im Zeugnis werden diese Bemerkungen dann – entgegen der Tradition – im Schlussteil, somit unterhalb der Fachnoten, angebracht.

### Nordrhein-Westfalen
In Nordrhein-Westfalen (siehe § 49 Schulgesetz NRW) wurden ab 2007 zunächst folgende Kopfnoten in den Notenstufen sehr gut („entspricht den Erwartungen in besonderem Maße“), gut („entspricht den Erwartungen in vollem Maße“), befriedigend („entspricht den Erwartungen im Allgemeinen“) und unbefriedigend („entspricht den Erwartungen noch nicht“) bewertet (Anlage 3. VVAPO-GOSt NRW):
- Leistungsbereitschaft
- Zuverlässigkeit / Sorgfalt
- Selbstständigkeit
- Verantwortungsbereitschaft
- Konfliktverhalten
- Kooperationsfähigkeit.

Zum Schuljahr 2008/2009 wurden nur noch Kopfnoten für Leistungsbereitschaft, Zuverlässigkeit/Sorgfalt und Sozialverhalten vergeben, nachdem in einem Meinungsbild bei Schulen und Wirtschaft unter anderem die hohe Anzahl kritisiert wurde. Durch das 4. Schulrechtsänderungsgesetz vom 21. Dezember 2010 (GV. NRW. S. 691) wurde das Schulgesetz NRW geändert und die Kopfnoten mit sofortiger Wirkung abgeschafft. Die schriftlichen Aussagen zum Arbeits- und Sozialverhalten sind geblieben.

#### Kritik
Die Gewerkschaft Erziehung und Wissenschaft (GEW) in Nordrhein-Westfalen bezeichnete die Kopfnoten als „pädagogischen Unfug“. Weiterhin seien die Lehrer nicht genügend auf die Benotung vorbereitet, zudem entstehe mehr Aufwand. Anders als bei der Fachnote ist unklar, wie sich unterschiedliche Verhaltensweisen in einzelnen Fächern in einer Sammelnote niederschlagen. Die Zeit zitierte die nordrhein-westfälische Landesschülervertretung mit der Äußerung, Schüler beanstandeten die Kopfnoten als Schleimnoten und hegten die Befürchtung, eine „kritische Äußerung“ im Unterricht werde eventuell „mit einer schlechten Verhaltensnote abgestraft“ werden. Zwei Demonstrationen gegen die Einführung der Kopfnoten am 19. Januar und am 20. Juni 2008 in Düsseldorf hatten nach Polizeiangaben jeweils rund 1000 Teilnehmer. Auch die katholische und die evangelische Kirche lehnten als Schulträger konfessioneller Schulen die Vergabe von Kopfnoten ab, da sie „nicht mit dem christlichen Menschenbild vereinbar“ sei.
Nach einer 2021 vorgestellten Studie des ifo-Instituts haben Kopfnoten weder bei Schulnoten, Charaktereigenschaften oder bei der späteren Erwerbstätigkeit irgendwelche Auswirkungen. Die Kopfnoten wirkten sich danach weder positiv noch negativ auf die Entwicklung der Schüler aus. Die heiß geführten Debatten seien also „viel Lärm um nichts“ gewesen.

## Situation in Österreich
Da laut § 18 Absatz 5 Schulunterrichtsgesetz das Verhalten des Schülers in der Schule und in der Öffentlichkeit in die Leistungsbeurteilung nicht einbezogen werden darf, werden in Österreich Kopfnoten zwecks „Selbstkontrolle und Selbstkritik des Schülers“ vergeben. Es wird ausschließlich das Verhalten innerhalb der Schule und der Gemeinschaft berücksichtigt; jene Handlungen, die außerhalb der Schule stattfinden, dürfen die Benotung nicht beeinflussen. Im Gegensatz zu den Schulsystemen anderer Staaten gibt es nur eine einzige solche Beurteilung, welche als Betragensnote bezeichnet wird. Mitarbeit und sonstige Faktoren fließen in die Note des jeweiligen Schulfachs ein.

### Abstufungen
Im Gegensatz zur Leistungsbeurteilung in den einzelnen Schulfächern verwendet man zur Beurteilung des Betragens lediglich vier verschiedene Abstufungen:
- „Sehr zufriedenstellend“,
- „Zufriedenstellend“,
- „Wenig zufriedenstellend“,
- „Nicht zufriedenstellend“. (In diesen Fällen ist der Lehrer verpflichtet, den Erziehungsberechtigten eine frühzeitige Mitteilung – gefolgt von einem Gespräch mit dem Schüler – zu hinterlassen.)

Die durch die Klassenkonferenz zu beschließende Beurteilung wird in der letzten Stufe einer Schulart nicht in der Schulnachricht oder im Jahreszeugnis vermerkt. Dasselbe gilt, wenn ein Schüler nach erfüllter Schulpflicht die Schule verlässt.

### Kritik
Die österreichische Schülervertreterin Sophie Lojka bezeichnet Kopfnoten als „mittelalterlich“ und „unnötig, weil es nur darum geht, ob Schüler schlechte oder gute Personen sind“. Als Alternative „sollte den Jugendlichen schulpsychologische Betreuung angeboten werden, anstatt ihr Verhalten mit negativen Noten zu bestrafen.“
Martina Kaufmann, Vorsitzende der Schülerunion, bezeichnet die Note zwar als „wichtiges Mittel, um für Ordnung zu sorgen, [...] andererseits sei immer die Gefahr da, dass Lehrer ihren Ärger auf die Schüler in Noten austragen.“ Um Objektivität zu gewährleisten, schlägt Kaufmann vor, zur Beurteilung genormte Kriterien zu verwenden.
Die LSV Niederösterreich kritisiert eine fehlende Begründung der Betragensnoten und fordert zur Nachvollziehbarkeit dieser einen Hinweis (bspw. am Zeugnis), welche die Beurteilung rechtfertigt, da bereits ein unbedeutender Regelverstoß eine Abstufung bewirken könne.

## Situation in Polen
An den öffentlichen Schulen in Polen werden Jahreszeugnisse ausgegeben, in denen zwei Kopfnoten oberhalb des Verzeichnisses der pflichtigen und nichtpflichtigen Schulfächer hervorgehoben werden. Die erste ist eine klassische Kopfnote für Verhalten/Benehmen (poln. zachowanie) und die zweite wird für Religion/Ethik (religia / etyka) vergeben. Das Benehmen wird in den Notenstufen musterhaft (wzorowe), sehr gut (bardzo dobre), gut (dobre), korrekt (poprawne), nicht angemessen (nieodpowiednie), tadelhaft (naganne) bewertet. Für die Religion oder Ethik gibt es Noten ausgezeichnet (celujący), sehr gut (bardzo dobry), gut (dobry), befriedigend (dostateczny), ausreichend (dopuszczający) und unbefriedigend (niedostateczny). Die Religionsnote basiert hauptsächlich auf den Leistungen des Schülers im Schulfach Religion, ebenso wird jedoch teilweise die Religiosität im Alltagsleben und Teilnahme an kultischen Handlungen benotet, obgleich zumindest im Falle des römisch-katholischen Unterrichtes die Benotung der Letztgenannten nicht mehr mit den seit 2009 geltenden Bestimmungen der Kirche vereinbar ist.